# Rashomon
Rashomon (羅生門?, Rashōmon, lett. "La porta nelle mura difensive") è un film giapponese del 1950 di genere Jidai-geki diretto da Akira Kurosawa. In Italia è stato distribuito anche come Rasciomon. Il film impose il grande talento dell'attore Toshirō Mifune sulla scena internazionale. Ispirato principalmente al racconto Nel bosco di Akutagawa, fu integrato con estratti da Rashōmon, dello stesso autore. Inoltre il regista aggiunse un finale non presente nei racconti, cercando di smorzare il forte nichilismo della storia.
Girato nella foresta vergine di Nara, nei dintorni di Kyoto, con un budget bassissimo, il film venne messo in circolazione in Giappone il 25 agosto 1950, contro il parere dei dirigenti della Daiei Motion Picture Company (la casa produttrice), che non ritenevano meritevole. Grazie all'interessamento di Giuliana Stramigioli, docente di italiano presso l'Università degli Studi Stranieri di Tokyo e fondatrice della Italifim, Kurosawa riuscì l'anno dopo ad inviare il film in Italia, dove venne presentato al Festival di Venezia, vincendo il Leone d'oro al miglior film. Pochi mesi dopo il film vinse anche un Premio Oscar come miglior film straniero (il quale all'epoca era assegnato ad honorem). Si aprì così il successo internazionale per un film (e per un regista) che in patria aveva trovato poco apprezzamento.

## Titolo
Rashōmon (羅生門?) o Rajōmon (羅城門?) vuol dire "La porta nelle mura difensive" (il carattere 生 sarà utilizzato solo in seguito ed è una delle tante denominazioni per porta) ed era uno dei due principali accessi alla città di Kyōto, in Giappone, quello a sud, contrapposto a Suzakumon a nord.

## Trama
Periodo Heian, in una giornata di pioggia incessante: un taglialegna e un prete sono seduti sotto la porta della città di Rashōmon per ripararsi dall'acquazzone. Un cittadino si rifugia lì a sua volta e racconta loro un'inquietante storia avvenuta qualche giorno prima: l'assassinio di un samurai nella foresta adiacente, di cui il taglialegna avrebbe rinvenuto il corpo. Il prete riconosce di aver visto il samurai viaggiare con sua moglie lo stesso giorno dell'omicidio; entrambi gli uomini sono stati convocati a testimoniare in tribunale, dove un altro uomo si è presentato con un bandito catturato, il quale ha rivendicato l'uccisione del samurai per abusare della moglie. Vengono quindi riportate diverse versioni dell'aggressione nel bosco.

### Il bandito
Tajōmaru, famigerato bandito fuorilegge, afferma di aver ingannato il samurai per attirarlo fuori dal sentiero con la scusa di mostrargli un deposito di antiche spade, salvo poi legarlo e portare lì anche la moglie dell'uomo per stuprarla. La donna cerca inutilmente di difendersi con un pugnale, prima di essere sopraffatta e sedotta da Tajōmaru sotto gli occhi del marito. Il bandito sostiene che non intendeva uccidere il samurai, ma la donna, vergognandosi di quanto accaduto, lo implorò di combattere con il marito per salvarla dal disonore di essere stata con due uomini, promettendo di andare con il vincitore del duello. Tajōmaru ebbe uno scontro onorevole con il samurai fino ad ucciderlo, salvo poi rendersi conto che la donna era fuggita. Tajōmaru si lamenta di non aver preso con sé il pugnale costoso della donna, essendoselo dimenticato dopo il combattimento.
Il prete sembra poco convinto dalla storia, ritenendo che gli uomini possono mentire anche a sé stessi.

### La moglie
Nella sua testimonianza, la moglie racconta che, dopo essere stata violentata da Tajōmaru, andò subito a liberare il marito, salvo essere implicitamente accusata da lui della violenza subita. Lei lo implorò di ucciderla per salvare il suo onore, ma lui non fece altro che guardarla disgustato. Affranta dal disprezzo del marito, la donna perse i sensi mentre lo incitava ad assassinarla con il suo pugnale; al suo risveglio, trovò il marito morto, trafitto dal suo pugnale. In stato di shock, vagò nel bosco e cercò inutilmente di uccidersi buttandosi in uno stagno.
Il cittadino ritiene che le donne usano le lacrime per nascondere le bugie, quindi la moglie avrebbe potuto ingannare anche sé stessa.

### Il samurai
Una medium viene consultata dalla corte per fornire la testimonianza del samurai defunto; lui afferma che, dopo l'aggressione, Tajōmaru sedusse la moglie per convincerla a sposarlo e lei accettò, chiedendogli di uccidere il marito. Disgustato, Tajōmaru diede al samurai la scelta se lasciarla vivere o morire; la donna riuscì a scappare e Tajōmaru la inseguì. Non riuscendo a catturarla, tornò indietro per liberare il samurai, si scusò con lui e se ne andò. Umiliato dall'accaduto, il samurai si suicidò con il pugnale della moglie. 

### Il taglialegna
Il taglialegna nega la verità delle storie raccontate, osservando in particolare che il samurai è stato ucciso da una spada, non con un pugnale come sostiene la versione precedente. Ammette quindi di aver assistito all'accaduto, ma di aver taciuto in tribunale per non essere coinvolto.
Secondo il taglialegna, dopo l'assalto Tajōmaru  implorò la moglie di sposarlo. La donna si rifiutò e liberò il marito, il quale, però, rifiutò di combattere in quanto riteneva la moglie disonorata per lo stupro, accingendosi ad abbandonarla. Anche Tajōmaru annullò la promessa di sposare la moglie e la donna accusò entrambi di essere dei codardi: Tajōmaru per non aver mantenuto la sua promessa di uccidere il samurai e di sposarla, il samurai per non aver ucciso Tajōmaru. I due quindi, umiliati dall'accusa di codardia, si affrontarono controvoglia in un duello che si risolse con l'uccisione del samurai. La moglie, terrorizzata, si diede alla fuga, e Tajōmaru se ne andò con la spada del samurai. 

### Epilogo
Il taglialegna, il prete e il passante sono interrotti dal pianto di un bambino abbandonato in una cesta con un kimono e un amuleto protettivo. Il passante ruba il kimono e l'amuleto, venendo rimproverato dal taglialegna. In risposta, il passante lo accusa di ipocrisia: deduce correttamente che il boscaiolo non ha testimoniato perché è stato lui a rubare il pugnale della moglie, quindi anche la sua versione della storia va messa in discussione. Il passante se ne va, sostenendo che tutte le persone sono motivate solo dall'interesse personale.

Il prete, disilluso dall'umanità, reagisce malamente quando il boscaiolo si accinge a prendere il bambino orfano, ma il taglialegna gli spiega di voler allevare il piccolo, avendo già sei figli. Il prete si scusa e riacquista la fede, mentre il taglialegna se ne va con il bambino.

## Produzione

### Soggetto
Nell'ottobre del 1915 il ventitreenne Ryūnosuke Akutagawa, per distrarsi da una delusione amorosa, scrive il racconto breve Rashōmon, uscito nel 1916 su Teikoku bungaku, rivista fondata da studenti ed ex studenti dell'Università Imperiale di Tokyo. Il racconto è un rekishi mono, un racconto storico, dove Akutagawa descrive il personaggio di un ex servo durante il periodo Heian (794-1185), il quale cerca riparo dalla pioggia proprio sotto la Porta di Rashō, dove avrà modo di conoscere gli egoismi e l'ipocrisia umana. Nel 1922 lo stesso autore scrive il racconto Nel bosco (Yabu no naka), considerato il capolavoro della sua produzione. In esso l'autore racconta di un uomo ed una donna che hanno una brutta avventura con un brigante in un bosco, ma ognuno di questi personaggi racconta una versione diversa dell'accaduto. Il racconto esce sulla rivista Shincho. Sarà questo racconto a fornire l'ossatura del film.

### Influenze dal cinema muto e dall'arte moderna
L'ammirazione di Kurosawa per il cinema dell'epoca del muto e l'arte moderna è riscontrabile nelle scenografie minimali allestite per i vari set del film. Kurosawa pensava che il sonoro moltiplicasse la complessità di un film: «Il suono a livello cinematografico non è mai solo d'accompagnamento, non è solamente quello che la macchina del suono cattura mentre si gira la scena. Il vero sonoro non si limita ad accompagnare le immagini, le moltiplica». A proposito di Rashōmon, Kurosawa disse: «Mi piacciono le immagini in silenzio e ho sempre cercato di ricreare una parte di questa bellezza. Ci riflettei su, ed arrivai a questa conclusione: una delle tecniche utilizzate dall'arte moderna è la semplificazione, quindi pensai di semplificare questo film il più possibile.»

### Fotografia
Il direttore della fotografia del film, Kazuo Miyagawa, contribuì enormemente al film suggerendo diverse idee al regista. Per esempio, in una scena, si vedono una serie di singoli primi piani del bandito, poi della moglie, e infine del marito samurai, che vogliono enfatizzare la particolare e perversa triangolazione di rapporti che si è venuta a creare tra di loro. Inoltre, l'uso di un'illuminazione forte giocata sui contrasti di luce è un'altra caratteristica di Rashōmon. Kurosawa avrebbe voluto utilizzare il più possibile la luce naturale, ma era spesso troppo fioca; risolsero il problema utilizzando uno specchio che rifletteva la luce naturale sui volti degli attori.
Robert Altman lodò il variegato uso che Kurosawa fa della luce nel film, che dona ai personaggi una maggiore carica di ambiguità. Nel suo saggio Rashomon, Tadao Sato suggerisce che l'inusuale utilizzo dell'illuminazione nel film voglia simboleggiare il male e il peccato, deducendo che la moglie cede alle voglie del bandito quando sorge il sole. Contrariamente, la professoressa Keiko I. McDonald si oppone all'interpretazione data da Sato nel suo saggio The Dialectic of Light and Darkness in Kurosawa's Rashomon. McDonald afferma che nel film la luce viene utilizzata in modo molto più convenzionale per simbolizzare il "bene" o la "ragione", e le tenebre come metafora del "male" e dell'"impulsività". Inoltre interpreta la scena menzionata da Sato in maniera totalmente differente, facendo notare che la moglie cede al bandito quando il sole lentamente svanisce. McDonald afferma anche che Kurosawa era in attesa di una grossa nuvola sopra la porta Rashomon per girare la scena finale nella quale il taglialegna si porta a casa il neonato trovatello; Kurosawa voleva mostrare che ci sarebbero potuti essere presto altri temporali, anche se il cielo era momentaneamente sereno. Sfortunatamente, la scena conclusiva appare così ottimistica proprio perché la nuvola non arrivò, e tutta la scena è inondata di sole suggerendo un insperato ottimismo non del tutto voluto dall'autore.

### Montaggio
Stanley Kauffman scrisse nel saggio The Impact of Rashomon che Kurosawa spesso girava una scena con l'ausilio di molte cineprese allo stesso tempo, così da avere ampia scelta dell'inquadratura migliore da utilizzare. Nonostante questo, utilizzava anche brevi inquadrature montate insieme per sembrare un'unica scena; nel film ci sarebbero circa 407 scatti separati montati insieme nel corpo del film, più del doppio di quelli abitualmente presenti in una pellicola.

### Cast
Quando Kurosawa girò Rashōmon, gli attori e la troupe vivevano tutti insieme come in una comune; era questo un sistema che Kurosawa trovava proficuo per la riuscita finale.

## Distribuzione
Nei titoli di testa della versione italiana del film distribuita nel 1951, il titolo è Rasciomon e la sceneggiatura è attribuita a Sojiro Motoki. Rasciomon è anche il titolo che compare nella locandina di quell'anno, mentre il nome del regista è scritto "Achira Curosawa" e quelli degli attori principali sono scritti "Tosciro Mifune", "Macico Ciyo" e "Masaiuchi Mori".
Il doppiaggio venne effettuato presso l'impresa O.D.I. di Roma con la direzione di Augusto Galli.

## Accoglienza
Nel ricevere il Leone d'oro a Venezia il regista ebbe a scrivere: «Quando ricevetti, nel 1951, il Gran Premio di Venezia, osservai che sarei stato più felice, e che il riconoscimento avrebbe avuto un maggior significato per me, se fosse stato assegnato a una delle mie opere che avesse mostrato qualcosa del Giappone contemporaneo, così come Ladri di biciclette aveva mostrato l'Italia». Georges Sadoul scrive come la musica di Rashomon sia molto occidentalizzata.

### Critica
Gianni Volpi scrive:«Immersione visionaria e fantastica in un universo nipponico, Rashomon ne opera una geniale sintesi con la cultura occidentale (sia essa il cinema muto o la musica di Ravel), una cultura reale, arriva in Kurosawa, ma così assimilata da non lasciare quasi tracce». Di «capolavoro di introspezione sul tema pirandelliano della verità relativa» è scritto sull'Enciclopedia dello spettacolo Garzanti.

## Riconoscimenti
- 1951 – Festival di Venezia
  - Leone d'oro a Akira Kurosawa
  - Premio della Critica Italiana a Akira Kurosawa
- 1951 – National Board of Review Award
  - Miglior film straniero
  - Migliore regia a Akira Kurosawa
- 1952 – Premio Oscar
  - Miglior film straniero (Giappone)
  - Nomination Migliore scenografia (1953) a Takashi Matsuyama e H. Motsumoto
- 1953 – Premio BAFTA
  - Nomination Miglior film
- 1951 – Mainichi Film Concours
  - Migliore attrice a Machiko Kyō

## Influenza culturale
- Nel 1964 fu realizzata una versione hollywoodiana, in chiave western, L'oltraggio, diretta da Martin Ritt, interpretata da Paul Newman e Edward G. Robinson.
- Nel 1969 Mario Bava ne realizzò una versione italiana, in chiave comico-erotica, intitolata Quante volte... quella notte.
- Il testo della canzone di Lucio Battisti Le tre verità, scritto da Mogol nel 1971, fu ispirato dal film di Kurosawa, e parla di un adulterio raccontato dai punti di vista discordanti dell'uomo, della donna e dell'amante.
- Il film d'animazione Cappuccetto Rosso e gli insoliti sospetti del 2006 è una sorta di parodia di Rashomon, unitamente a diversi altri film classici.
- Il film The Last Duel di Ridley Scott del 2021 è una reinterpretazione in chiave medievale ambientata durante la Guerra dei Cent'anni del film di Akira Kurosawa.